# National Hockey League 2000-2001
La stagione 2000-2001 è stata la 84ª edizione della National Hockey League. La stagione regolare iniziò il 4 ottobre 2000 per poi concludersi l'8 aprile 2001, mentre i playoff della Stanley Cup terminarono il 22 maggio 2001. I Colorado Avalanche ospitarono l'NHL All-Star Game presso il Pepsi Center il 4 febbraio 2001. La finale di Stanley Cup finì il 9 giugno con la vittoria dei Colorado Avalanche contro i New Jersey Devils per 4-3. Per i Colorado Avalanche fu la seconda Stanley Cup conquistata nel corso della loro storia.
All'inizio della stagione agonistica due nuove franchigie si unirono alla National Hockey League, i Minnesota Wild ed i Columbus Blue Jackets, portando il numero delle squadre partecipanti al campionato a 30. I Blue Jackets furono inseriti nella Central Division, mentre i Wild nella Northwest Division. L'allineamento delle franchigie rimase invariato fino al 2011. La NHL fece ritorno con una squadra nello stato del Minnesota dopo il trasferimento nel 1993 dei Minnesota North Stars a Dallas, mentre nell'Ohio fu il ritorno per una formazione dopo la fusione dei Cleveland Barons con i North Stars nel 1978. Per riempire i roster delle due nuove squadre oltre al consueto draft si svolse un apposito Expansion Draft per selezionare alcuni giocatori appartenenti alle altre formazioni della lega.

## Squadre partecipanti
- Atlanta Thrashers
- Boston Bruins
- Buffalo Sabres
- Calgary Flames
- Carolina Hurricanes
- Chicago Blackhawks
- Colorado Avalanche
- Columbus Blue Jackets
- Dallas Stars
- Detroit Red Wings
- Edmonton Oilers
- Florida Panthers
- Los Angeles Kings
- Mighty Ducks Anaheim
- Minnesota Wild

- Montreal Canadiens
- Nashville Predators
- New Jersey Devils
- New York Islanders
- New York Rangers
- Ottawa Senators
- Philadelphia Flyers
- Phoenix Coyotes
- Pittsburgh Penguins
- San Jose Sharks
- St. Louis Blues
- Tampa Bay Lightning
- Toronto Maple Leafs
- Vancouver Canucks
- Washington Capitals

## Pre-season

### NHL Expansion Draft
L'Expansion Draft si tenne il 23 giugno 2000 presso il Canadian Airlines Saddledome di Calgary, in Alberta. Il draft ebbe luogo per permettere di completare i roster delle due nuove franchigie iscritte in NHL a partire dalla stagione 2000–01, i Columbus Blue Jackets ed i Minnesota Wild.

### NHL Entry Draft
L'Entry Draft si tenne fra il 24 ed il 25 giugno 2000 presso il Canadian Airlines Saddledome di Calgary, in Alberta. I New York Islanders nominarono come prima scelta assoluta il portiere Rick DiPietro. Altri giocatori rilevanti all'esordio in NHL furono Dany Heatley, Marián Gáborík, Aleksandr Frolov ed Henrik Lundqvist.

## Stagione regolare

### Classifiche
= Qualificata per i playoff,       = Primo posto nella Conference,       = Vincitore del Presidents' Trophy, ( ) = Posizione nella Conference

#### Eastern Conference
Northeast Division
|    |                         | PG | V  | S  | N  | OTS | GF  | GS  | PT  |
| -- | ----------------------- | -- | -- | -- | -- | --- | --- | --- | --- |
| 1. | Ottawa Senators (2)     | 82 | 48 | 21 | 9  | 4   | 274 | 205 | 109 |
| 2. | Buffalo Sabres (5)      | 82 | 46 | 30 | 5  | 1   | 218 | 184 | 98  |
| 3. | Toronto Maple Leafs (7) | 82 | 37 | 29 | 11 | 5   | 232 | 207 | 90  |
| 4. | Boston Bruins (9)       | 82 | 36 | 30 | 8  | 8   | 227 | 249 | 88  |
| 5. | Montreal Canadiens (11) | 82 | 28 | 40 | 8  | 6   | 206 | 232 | 70  |

Atlantic Division
|    |                         | PG | V  | S  | N  | OTS | GF  | GS  | PT  |
| -- | ----------------------- | -- | -- | -- | -- | --- | --- | --- | --- |
| 1. | New Jersey Devils (1)   | 82 | 48 | 19 | 12 | 3   | 295 | 195 | 111 |
| 2. | Philadelphia Flyers (4) | 82 | 43 | 25 | 11 | 3   | 240 | 207 | 110 |
| 3. | Pittsburgh Penguins (6) | 82 | 42 | 28 | 9  | 3   | 281 | 256 | 96  |
| 4. | New York Rangers (10)   | 82 | 43 | 38 | 5  | 1   | 250 | 290 | 72  |
| 5. | New York Islanders (15) | 82 | 21 | 51 | 7  | 3   | 185 | 268 | 52  |

Southeast Division
|    |                          | PG | V  | S  | N  | OTS | GF  | GS  | PT |
| -- | ------------------------ | -- | -- | -- | -- | --- | --- | --- | -- |
| 1. | Washington Capitals (3)  | 82 | 41 | 27 | 10 | 4   | 233 | 211 | 96 |
| 2. | Carolina Hurricanes (8)  | 82 | 38 | 32 | 9  | 3   | 212 | 225 | 88 |
| 3. | Florida Panthers (12)    | 82 | 22 | 38 | 13 | 9   | 200 | 246 | 66 |
| 4. | Atlanta Thrashers (13)   | 82 | 23 | 45 | 12 | 2   | 211 | 289 | 60 |
| 5. | Tampa Bay Lightning (14) | 82 | 24 | 47 | 6  | 5   | 201 | 280 | 59 |

#### Western Conference
Northwest Division
|    |                        | PG | V  | S  | N  | OTS | GF  | GS  | PT  |
| -- | ---------------------- | -- | -- | -- | -- | --- | --- | --- | --- |
| 1. | Colorado Avalanche (1) | 82 | 52 | 16 | 10 | 4   | 270 | 192 | 118 |
| 2. | Edmonton Oilers (6)    | 82 | 39 | 28 | 12 | 3   | 243 | 222 | 93  |
| 3. | Vancouver Canucks (8)  | 82 | 36 | 28 | 11 | 7   | 239 | 238 | 90  |
| 4. | Calgary Flames (11)    | 82 | 23 | 36 | 15 | 4   | 197 | 236 | 73  |
| 5. | Minnesota Wild (14)    | 82 | 25 | 39 | 13 | 5   | 168 | 210 | 68  |

Central Division
|    |                            | PG | V  | S  | N  | OTS | GF  | GS  | PT  |
| -- | -------------------------- | -- | -- | -- | -- | --- | --- | --- | --- |
| 1. | Detroit Red Wings (2)      | 82 | 49 | 20 | 9  | 4   | 270 | 192 | 111 |
| 2. | St. Louis Blues (4)        | 82 | 43 | 22 | 12 | 5   | 243 | 222 | 103 |
| 3. | Nashville Predators (12)   | 82 | 34 | 36 | 9  | 3   | 239 | 238 | 80  |
| 4. | Chicago Blackhawks (12)    | 82 | 29 | 40 | 8  | 5   | 197 | 236 | 71  |
| 5. | Columbus Blue Jackets (13) | 82 | 28 | 39 | 9  | 6   | 168 | 210 | 71  |

Pacific Division
|    |                           | PG | V  | S  | N  | OTS | GF  | GS  | PT  |
| -- | ------------------------- | -- | -- | -- | -- | --- | --- | --- | --- |
| 1. | Dallas Stars (3)          | 82 | 48 | 24 | 8  | 2   | 241 | 187 | 106 |
| 2. | San Jose Sharks (5)       | 82 | 40 | 27 | 12 | 3   | 217 | 192 | 95  |
| 3. | Los Angeles Kings (7)     | 82 | 38 | 28 | 13 | 3   | 252 | 228 | 92  |
| 4. | Phoenix Coyotes (9)       | 82 | 35 | 27 | 17 | 3   | 214 | 212 | 90  |
| 5. | Mighty Ducks Anaheim (15) | 82 | 25 | 41 | 11 | 5   | 188 | 245 | 66  |

### Statistiche

#### Classifica marcatori
La seguente lista elenca i migliori marcatori al termine della stagione regolare.

| Giocatore       | Squadra             | PG | G  | A  | Pt  | +/- | MP |
| --------------- | ------------------- | -- | -- | -- | --- | --- | -- |
| Jaromír Jágr    | Pittsburgh Penguins | 81 | 52 | 69 | 121 | +19 | 42 |
| Joe Sakic       | Colorado Avalanche  | 82 | 54 | 64 | 118 | +45 | 30 |
| Patrik Eliáš    | New Jersey Devils   | 82 | 40 | 56 | 96  | +45 | 51 |
| Aleksej Kovalëv | Pittsburgh Penguins | 79 | 44 | 51 | 95  | +12 | 96 |
| Jason Allison   | Boston Bruins       | 82 | 36 | 59 | 95  | -8  | 85 |
| Martin Straka   | Pittsburgh Penguins | 82 | 27 | 68 | 95  | +19 | 38 |
| Pavel Bure      | Florida Panthers    | 82 | 59 | 33 | 92  | -2  | 58 |
| Doug Weight     | Edmonton Oilers     | 82 | 25 | 65 | 90  | +12 | 91 |
| Žigmund Pálffy  | Los Angeles Kings   | 73 | 38 | 51 | 89  | +22 | 20 |
| Peter Forsberg  | Colorado Avalanche  | 73 | 27 | 62 | 89  | +23 | 54 |

#### Classifica portieri
La seguente lista elenca i migliori portieri al termine della stagione regolare.

| Giocatore       | Squadra             | PG | Min     | V  | S  | P  | OTS | GS  | SO | Sv%  | MGS  |
| --------------- | ------------------- | -- | ------- | -- | -- | -- | --- | --- | -- | ---- | ---- |
| Marty Turco     | Dallas Stars        | 26 | 1265:32 | 13 | 6  | 1  | 0   | 40  | 3  | .925 | 1.90 |
| Roman Čechmánek | Philadelphia Flyers | 59 | 3431:29 | 35 | 15 | 6  | 3   | 115 | 10 | .921 | 2.01 |
| Manny Legace    | Detroit Red Wings   | 39 | 2136:26 | 24 | 5  | 5  | 1   | 73  | 2  | .920 | 2.05 |
| Dominik Hašek   | Buffalo Sabres      | 67 | 3904:11 | 37 | 24 | 4  | 1   | 137 | 11 | .921 | 2.11 |
| Brent Johnson   | St. Louis Blues     | 31 | 1744:03 | 19 | 9  | 2  | 1   | 63  | 4  | .907 | 2.17 |
| Evgenj Nabokov  | San Jose Sharks     | 66 | 3699:32 | 32 | 21 | 7  | 3   | 135 | 6  | .915 | 2.19 |
| Patrick Roy     | Colorado Avalanche  | 62 | 3584:30 | 40 | 13 | 7  | 4   | 132 | 4  | .913 | 2.21 |
| Manny Fernandez | Minnesota Wild      | 42 | 2460:33 | 19 | 17 | 4  | 2   | 92  | 4  | .920 | 2.24 |
| David Äbischer  | Colorado Avalanche  | 26 | 1392:35 | 12 | 7  | 3  | 0   | 52  | 3  | .903 | 2.24 |
| Sean Burke      | Phoenix Coyotes     | 62 | 3643:48 | 25 | 22 | 13 | 3   | 138 | 4  | .922 | 2.27 |

## Playoff

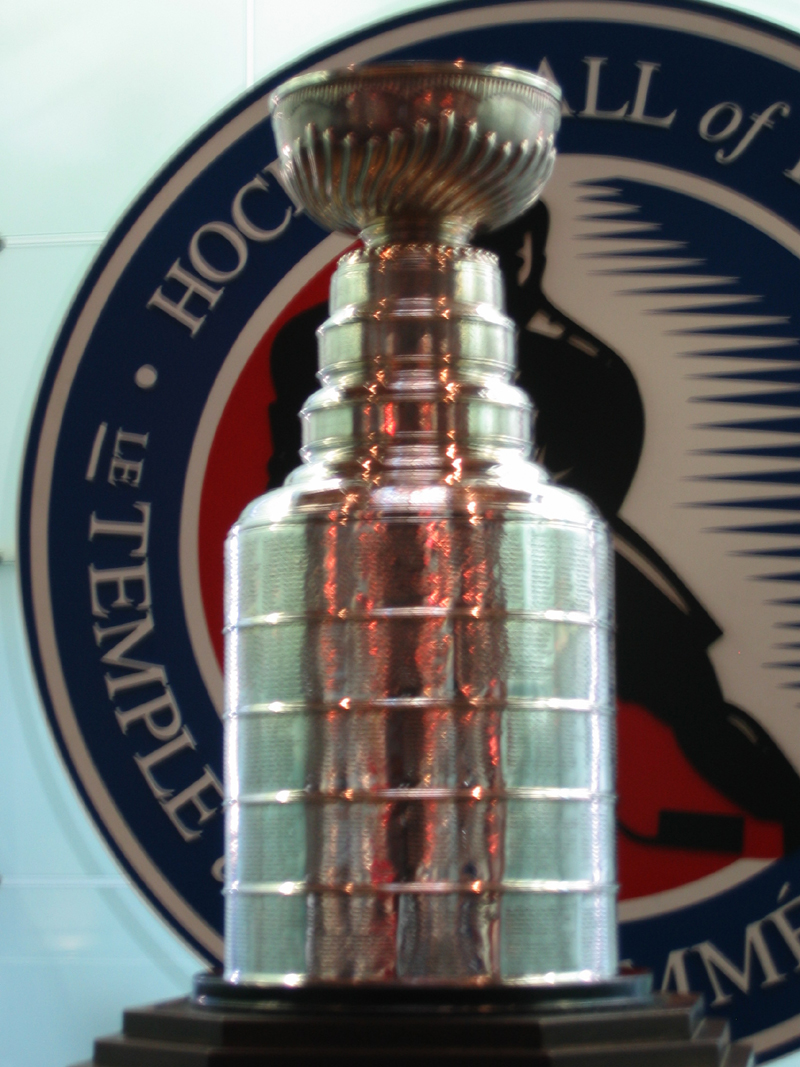
Il trofeo della Stanley Cup

Al termine della stagione regolare le migliori 16 squadre del campionato si sono qualificate per i playoff. I Colorado Avalanche si aggiudicarono il Presidents' Trophy avendo ottenuto il miglior record della lega con 118 punti. I campioni di ciascuna Division conservarono il proprio ranking per l'intera durata dei playoff, mentre le altre squadre furono ricollocate nella graduatoria dopo ciascun turno.

### Tabellone playoff
In ciascun turno la squadra con il ranking più alto si sfidò con quella dal posizionamento più basso, usufruendo anche del vantaggio del fattore campo. Nella finale di Stanley Cup il fattore campo fu determinato dai punti ottenuti in stagione regolare dalle due squadre. Ciascuna serie, al meglio delle sette gare, seguì il formato 2–2–1–1–1: la squadra migliore in stagione regolare avrebbe disputato in casa Gara-1 e 2, (se necessario anche Gara-5 e 7), mentre quella posizionata peggio avrebbe giocato nel proprio palazzetto Gara-3 e 4 (se necessario anche Gara-6).
|  | Quarti di finale Conference | Quarti di finale Conference                      | Quarti di finale Conference |   |                     | Semifinali Conference | Semifinali Conference | Semifinali Conference |                    |                    | Finali Conference  | Finali Conference  | Finali Conference  |  |  | Finale Stanley Cup | Finale Stanley Cup | Finale Stanley Cup |
|  |                             |                                                  |                             |   |                     |                       |                       |                       |                    |                    |                    |                    |                    |  |  |                    |                    |                    |
|  | 1                           | New Jersey Devils                                | 4                           |   |                     | 1                     | New Jersey Devils     | 4                     |                    |                    |                    |                    |                    |  |  |                    |                    |                    |
|  | 8                           | Carolina Hurricanes                              | 2                           |   |                     | 7                     | Toronto Maple Leafs   | 3                     |                    |                    |                    |                    |                    |  |  |                    |                    |                    |
|  |                             |                                                  |                             |   |                     |                       |                       |                       |                    |                    |                    |                    |                    |  |  |                    |                    |                    |
|  | 2                           | Ottawa Senators                                  | 0                           |   |                     |                       |                       |                       | Eastern Conference | Eastern Conference | Eastern Conference | Eastern Conference | Eastern Conference |  |  |                    |                    |                    |
|  | 2                           | Ottawa Senators                                  | 0                           |   |                     |                       |                       |                       | Eastern Conference | Eastern Conference | Eastern Conference | Eastern Conference | Eastern Conference |  |  |                    |                    |                    |
|  | 7                           | Toronto Maple Leafs                              | 4                           |   |                     |                       |                       |                       |                    |                    |                    |                    |                    |  |  |                    |                    |                    |
|  | 7                           | Toronto Maple Leafs                              | 4                           |   |                     |                       |                       |                       |                    | 1                  | New Jersey Devils  | 4                  |                    |  |  |                    |                    |                    |
|  |                             |                                                  |                             |   |                     |                       |                       |                       |                    | 1                  | New Jersey Devils  | 4                  |                    |  |  |                    |                    |                    |
|  |                             | 6                                                | Pittsburgh Penguins         | 1 |                     |                       |                       |                       |                    |                    |                    |                    |                    |  |  |                    |                    |                    |
|  | 3                           | 6                                                | Pittsburgh Penguins         | 1 | Washington Capitals | 2                     |                       |                       |                    |                    |                    |                    |                    |  |  |                    |                    |                    |
|  | 3                           |                                                  |                             |   | Washington Capitals | 2                     |                       |                       |                    |                    |                    |                    |                    |  |  |                    |                    |                    |
|  | 6                           | Pittsburgh Devils                                | 4                           |   |                     |                       |                       |                       |                    |                    |                    |                    |                    |  |  |                    |                    |                    |
|  | 6                           | Pittsburgh Devils                                | 4                           |   |                     |                       |                       |                       |                    |                    |                    |                    |                    |  |  |                    |                    |                    |
|  |                             |                                                  |                             |   |                     |                       |                       |                       |                    |                    |                    |                    |                    |  |  |                    |                    |                    |
|  |                             |                                                  |                             |   |                     |                       |                       |                       |                    |                    |                    |                    |                    |  |  |                    |                    |                    |
|  | 4                           | Philadelphia Flyers                              | 2                           |   | 5                   | Buffalo Sabres        | 3                     |                       |                    |                    |                    |                    |                    |  |  |                    |                    |                    |
|  | 4                           | Philadelphia Flyers                              | 2                           |   | 5                   | Buffalo Sabres        | 3                     |                       |                    |                    |                    |                    |                    |  |  |                    |                    |                    |
|  | 5                           | Buffalo Sabres                                   | 4                           |   |                     | 6                     | Pittsburgh Penguins   | 4                     |                    |                    |                    |                    |                    |  |  |                    |                    |                    |
|  | 5                           | Buffalo Sabres                                   | 4                           |   |                     |                       |                       |                       |                    | E1                 | New Jersey Devils  | 3                  |                    |  |  |                    |                    |                    |
|  |                             | (Accoppiamenti ristabiliti dopo il primo turno.) |                             |   |                     |                       |                       |                       |                    | E1                 | New Jersey Devils  | 3                  |                    |  |  |                    |                    |                    |
|  |                             | W1                                               | Colorado Avalanche          | 4 |                     |                       |                       |                       |                    |                    |                    |                    |                    |  |  |                    |                    |                    |
|  | 1                           | W1                                               | Colorado Avalanche          | 4 | Colorado Avalanche  | 4                     |                       |                       | 1                  | Colorado Avalanche | 4                  |                    |                    |  |  |                    |                    |                    |
|  | 1                           |                                                  |                             |   | Colorado Avalanche  | 4                     |                       |                       | 1                  | Colorado Avalanche | 4                  |                    |                    |  |  |                    |                    |                    |
|  | 8                           | Vancouver Canucks                                | 0                           |   |                     | 7                     | Los Angeles Kings     | 3                     |                    |                    |                    |                    |                    |  |  |                    |                    |                    |
|  | 8                           | Vancouver Canucks                                | 0                           |   |                     | 7                     | Los Angeles Kings     | 3                     |                    |                    |                    |                    |                    |  |  |                    |                    |                    |
|  |                             |                                                  |                             |   |                     |                       |                       |                       |                    |                    |                    |                    |                    |  |  |                    |                    |                    |
|  | 2                           | Detroit Red Wings                                | 2                           |   |                     |                       |                       |                       |                    |                    |                    |                    |                    |  |  |                    |                    |                    |
|  | 2                           | Detroit Red Wings                                | 2                           |   |                     |                       |                       |                       |                    |                    |                    |                    |                    |  |  |                    |                    |                    |
|  | 7                           | Los Angeles Kings                                | 4                           |   |                     |                       |                       |                       |                    |                    |                    |                    |                    |  |  |                    |                    |                    |
|  | 7                           | Los Angeles Kings                                | 4                           |   |                     |                       |                       |                       | 1                  | Colorado Avalanche | 4                  |                    |                    |  |  |                    |                    |                    |
|  |                             |                                                  |                             |   |                     |                       |                       |                       | 1                  | Colorado Avalanche | 4                  |                    |                    |  |  |                    |                    |                    |
|  |                             | 4                                                | St. Louis Blues             | 1 |                     |                       |                       |                       |                    |                    |                    |                    |                    |  |  |                    |                    |                    |
|  | 3                           | 4                                                | St. Louis Blues             | 1 | Dallas Stars        | 4                     |                       |                       |                    |                    |                    |                    |                    |  |  |                    |                    |                    |
|  | 3                           |                                                  |                             |   | Dallas Stars        | 4                     |                       |                       |                    |                    |                    |                    |                    |  |  |                    |                    |                    |
|  | 6                           | Edmonton Oilers                                  | 2                           |   |                     |                       |                       |                       |                    |                    | Western Conference | Western Conference | Western Conference |  |  |                    |                    |                    |
|  | 6                           | Edmonton Oilers                                  | 2                           |   |                     |                       |                       |                       |                    |                    | Western Conference | Western Conference | Western Conference |  |  |                    |                    |                    |
|  |                             |                                                  |                             |   |                     |                       |                       |                       |                    |                    |                    |                    |                    |  |  |                    |                    |                    |
|  | 4                           | St. Louis Blues                                  | 4                           |   | 3                   | Dallas Stars          | 0                     |                       |                    |                    |                    |                    |                    |  |  |                    |                    |                    |
|  | 4                           | St. Louis Blues                                  | 4                           |   | 3                   | Dallas Stars          | 0                     |                       |                    |                    |                    |                    |                    |  |  |                    |                    |                    |
|  | 5                           | San Jose Sharks                                  | 2                           |   |                     | 4                     | St. Louis Blues       | 4                     |                    |                    |                    |                    |                    |  |  |                    |                    |                    |

### Stanley Cup
La finale della Stanley Cup 2001 è stata una serie al meglio delle sette gare che ha determinato il campione della National Hockey League per la stagione 2000-01. I Colorado Avalanche hanno sconfitto i New Jersey Devils in sette partite e si sono aggiudicati la Stanley Cup per la seconda volta nella loro storia. Per gli Avalanche si trattò del secondo successo in altrettante partecipazioni alla finale, mentre per i Devils si trattò della terza finale in assoluto, la seconda consecutiva.

## Premi NHL

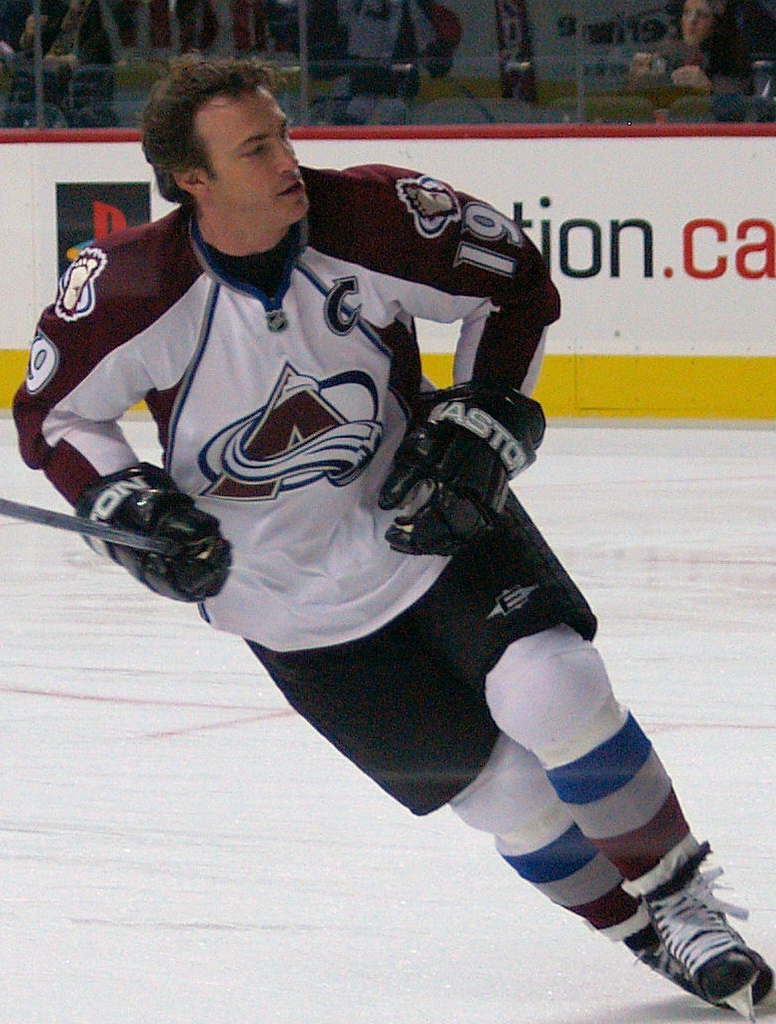
Foto di Joe Sakic, vincitore dei premi Hart, Lady Bing, Lester B. Pearson e del NHL Plus/Minus Award.

### Riconoscimenti
- Stanley Cup: Colorado Avalanche
- Presidents' Trophy: Colorado Avalanche
- Prince of Wales Trophy: New Jersey Devils
- Clarence S. Campbell Bowl: Colorado Avalanche
- Art Ross Trophy: Jaromír Jágr (Pittsburgh Penguins)
- Bill Masterton Memorial Trophy: Adam Graves (New York Rangers)
- Calder Memorial Trophy: Evgenij Nabokov (San Jose Sharks)
- Conn Smythe Trophy: Patrick Roy (Colorado Avalanche)
- Frank J. Selke Trophy: John Madden (New Jersey Devils)
- Hart Memorial Trophy: Joe Sakic (Colorado Avalanche)
- Jack Adams Award: Bill Barber (Philadelphia Flyers)
- James Norris Memorial Trophy: Nicklas Lidström (Detroit Red Wings)
- King Clancy Memorial Trophy: Shjon Podein (Colorado Avalanche)
- Lady Byng Memorial Trophy: Joe Sakic (Colorado Avalanche)
- Lester B. Pearson Award: Joe Sakic (Colorado Avalanche)
- Lester Patrick Trophy: Gary Bettman, Scotty Bowman, David Poile
- Maurice Richard Trophy: Pavel Bure (Florida Panthers)
- NHL Foundation Player Award: Olaf Kölzig (Washington Capitals)
- NHL Plus/Minus Award: Joe Sakic (Colorado Avalanche) e Patrik Eliáš (New Jersey Devils)
- Roger Crozier Saving Grace Award: Marty Turco (Dallas Stars)
- Vezina Trophy: Dominik Hašek (Buffalo Sabres)
- William M. Jennings Trophy: Dominik Hašek (Buffalo Sabres)

### NHL All-Star Team
First All-Star Team
- Attaccanti: Patrik Eliáš • Joe Sakic • Jaromír Jágr
- Difensori: Ray Bourque • Nicklas Lidström
- Portiere: Dominik Hašek

Second All-Star Team
- Attaccanti: Luc Robitaille • Mario Lemieux • Pavel Bure
- Difensori: Rob Blake • Scott Stevens
- Portiere: Roman Čechmánek

NHL All-Rookie Team
- Attaccanti: Martin Havlát • Brad Richards • Shane Willis
- Difensori: Ľubomír Višňovský • Colin White
- Portiere: Evgenij Nabokov